# Harald Otto (Goldschmied)
Harald Otto (* 9. August 1928 in Zeitz; † 12. Dezember 2013 ebenda) war ein deutscher Goldschmied und Schmuckgestalter.

## Leben und Werk
Otto musste 1944 seine Schulausbildung in Zeitz abbrechen, weil er zur Teilnahme am Zweiten Weltkrieg eingezogen wurde. Er war dann bis 1946 in Kriegsgefangenschaft und holte 1947 das Abitur nach.
Von 1948 bis 1950 absolvierte er eine Lehre als Goldschmied und anschließend bis 1951 als Schmucksteinfasser. 1953 bestand er die Meisterprüfung als Goldschmied. Von 1954 bis 1970 arbeitete er in Zeitz als selbständiger Goldschmiedemeister und bildete er in seinem Beruf auch aus. Eine seiner Schülerinnen war Cornelia Leidolph. 1963 wurde ihm der renommierte Titel Anerkannter Kunsthandwerker erteilt.
Von 1966 bis 1967 war Otto an der Hochschule für Kunst und Gestaltung Burg Giebichenstein Halle Gasthörer im Künstlerischen Grundlagenstudium bei Lothar Zitzmann. Ab 1971 arbeitete er in Zeitz als freischaffender Künstler. Neben Arbeiten aus edlen Materialien schuf er u. a. Kleinplastiken aus Bronze, von denen sich einige im Zeitzer Museum Schloss Moritzburg befinden.
1977 erhielt Otto auf der Internationalen Ausstellung für Glas und Schmuck in Jablonec eine Bronzemedaille.
Otto war von 1969 bis 1980 Mitglied des Verbands Bildender Künstler der DDR.
Ottos Grab befindet sich auf dem Michaelisfriedhof Zeitz.

## Weitere Werke (Auswahl)
- Ring (1976; Kunstgewerbemuseum Dresden; Inventar-Nr.: 44 022/ K 15)[3]

## Ausstellungen (unvollständig)

### Personalausstellungen
- 2008: Zeitz, Museum Schloss Moritzburg

### Teilnahme an Ausstellungen
- 1967 bis 1983: Dresden, VI. Deutsche Kunstausstellung bis IX. Kunstausstellung der DDR
- 1974: Erfurt, Quadriennale des Kunsthandwerks sozialistischer Länder
- 1977 und 1980: Jablonec, Internationale Ausstellung für Glas und Schmuck
- 1979: Halle, Bezirkskunstausstellung
- 1979/1980: Erfurt, Galerie am Fischmarkt („Kunsthandwerk in der DDR“)
- 1981/1982: Halle/Saale, Staatliche Galerie Moritzburg („Metallgestaltung in der DDR“)
- 1982: Erfurt, Galerie am Fischmarkt („Unedler Schmuck“)
- 1984: Erfurt, Galerie am Fischmarkt („Schmuck und Glas“)
- 2008/2009: Zeitz, Museum Schloss Moritzburg („V. Triennale Kunstausstellung Sachsen-Anhalt Süd“)